# Feuerwache Schillerpark

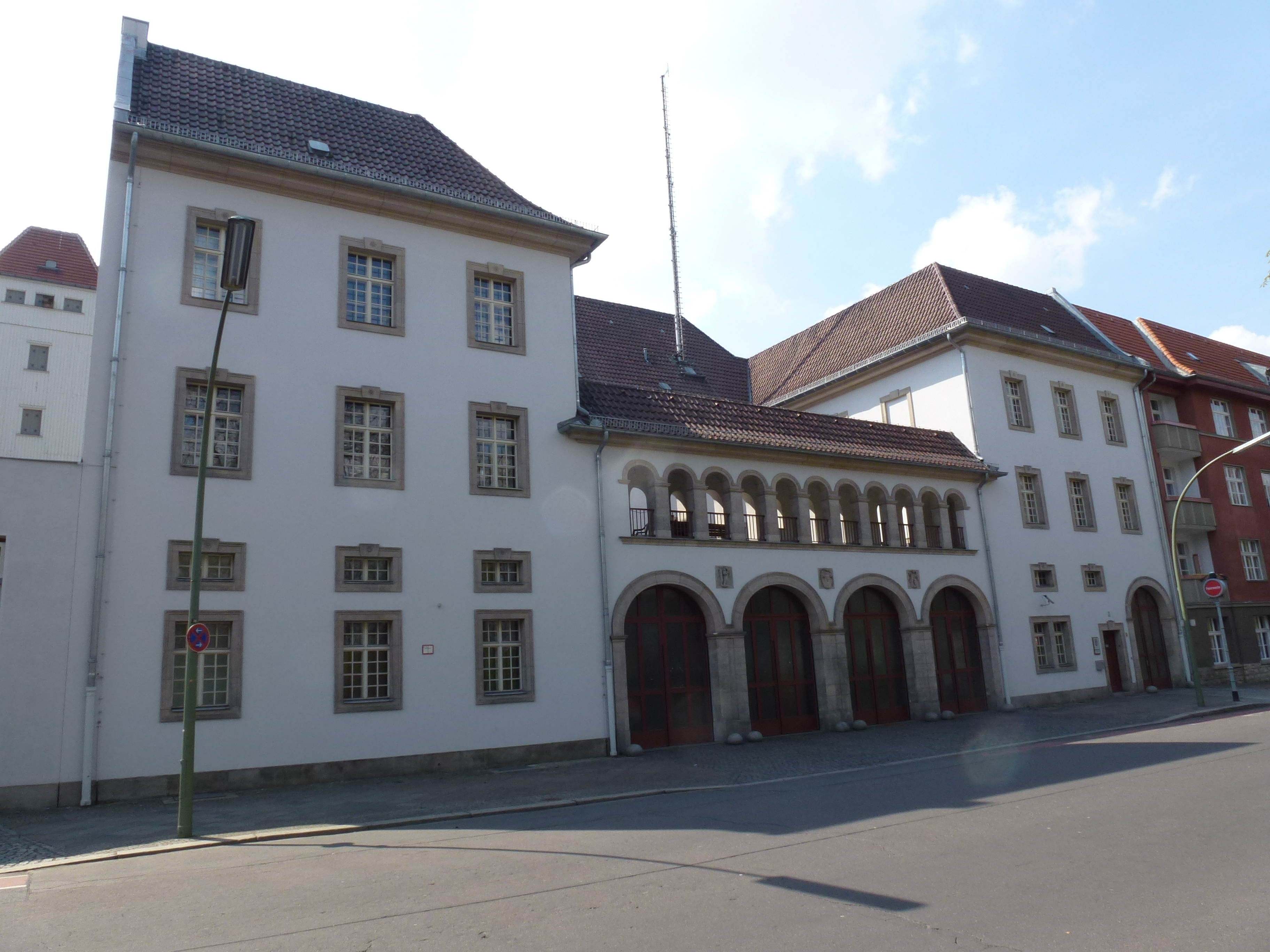
Feuerwache Schillerpark, historisches Gebäude

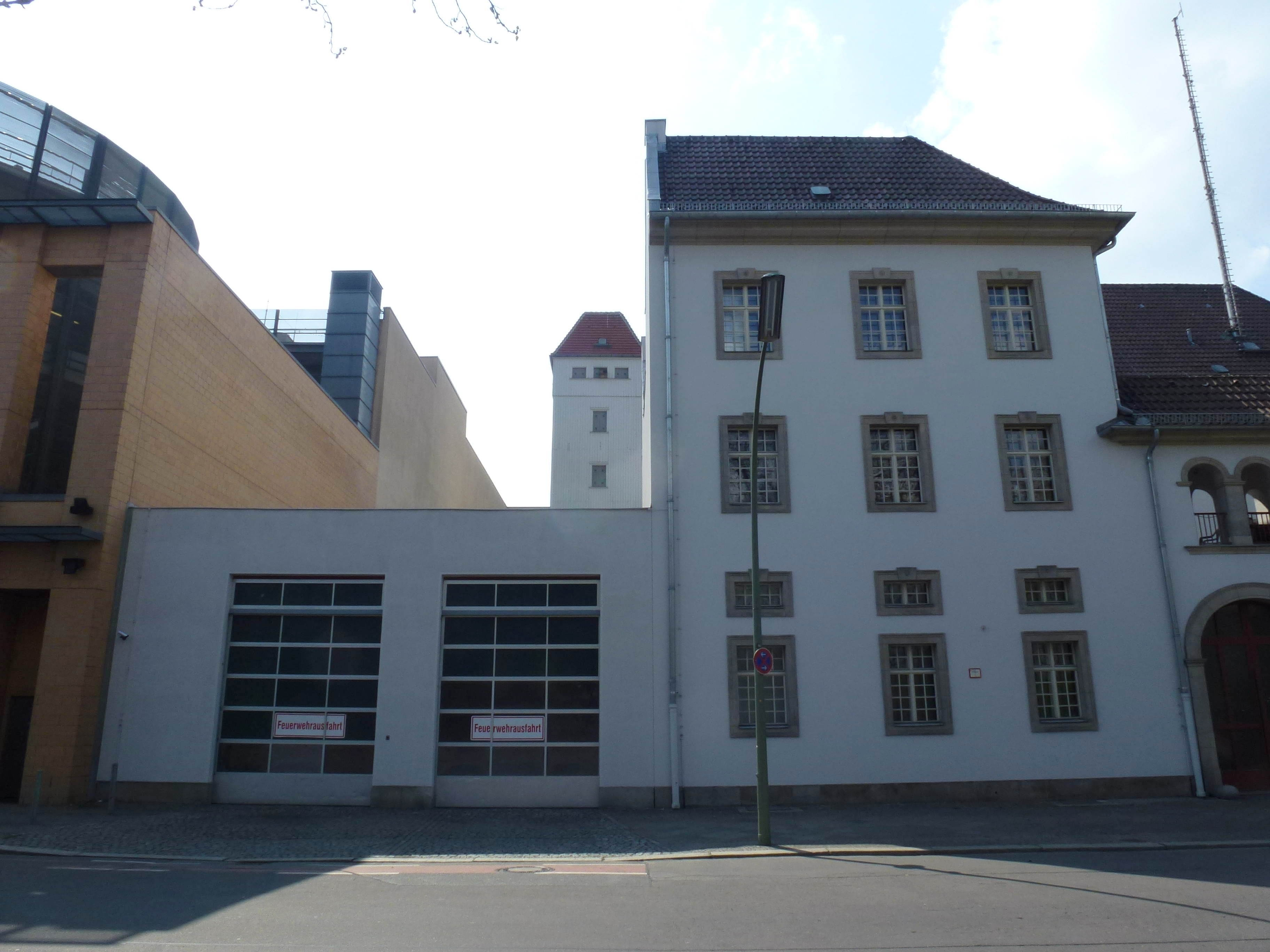
Feuerwache Schillerpark. Wagenhalle von 1972/1973, im Hintergrund der historische Steigerturm.

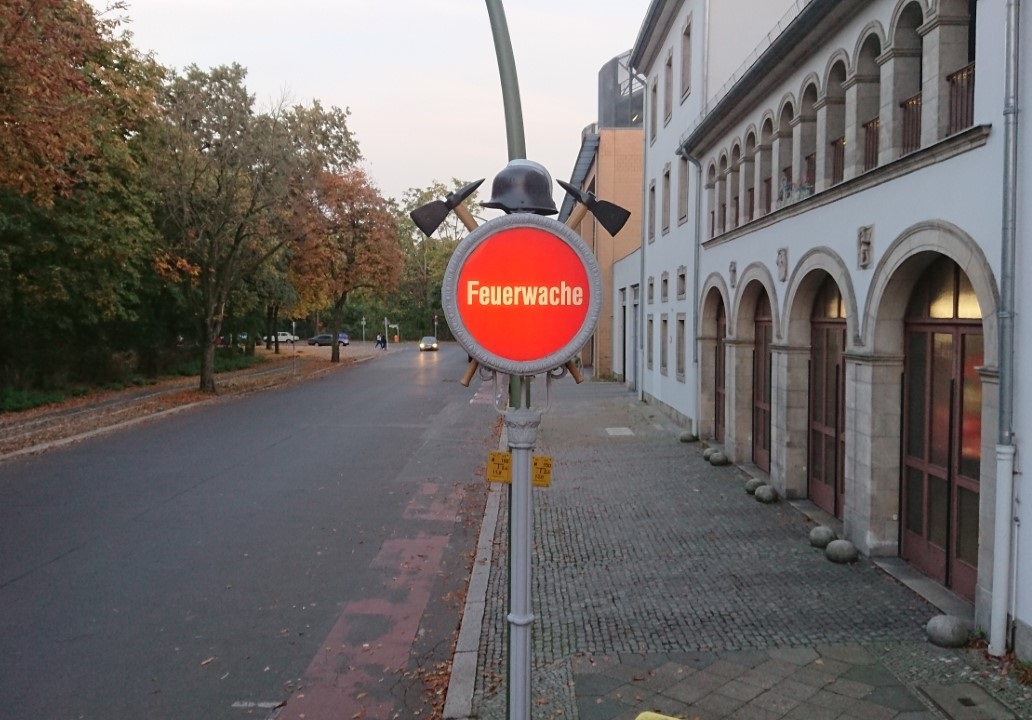
Das historische Feuerwehrzeichen an der Straße ist das einzige seiner Art, das in Berlin noch erhalten ist.

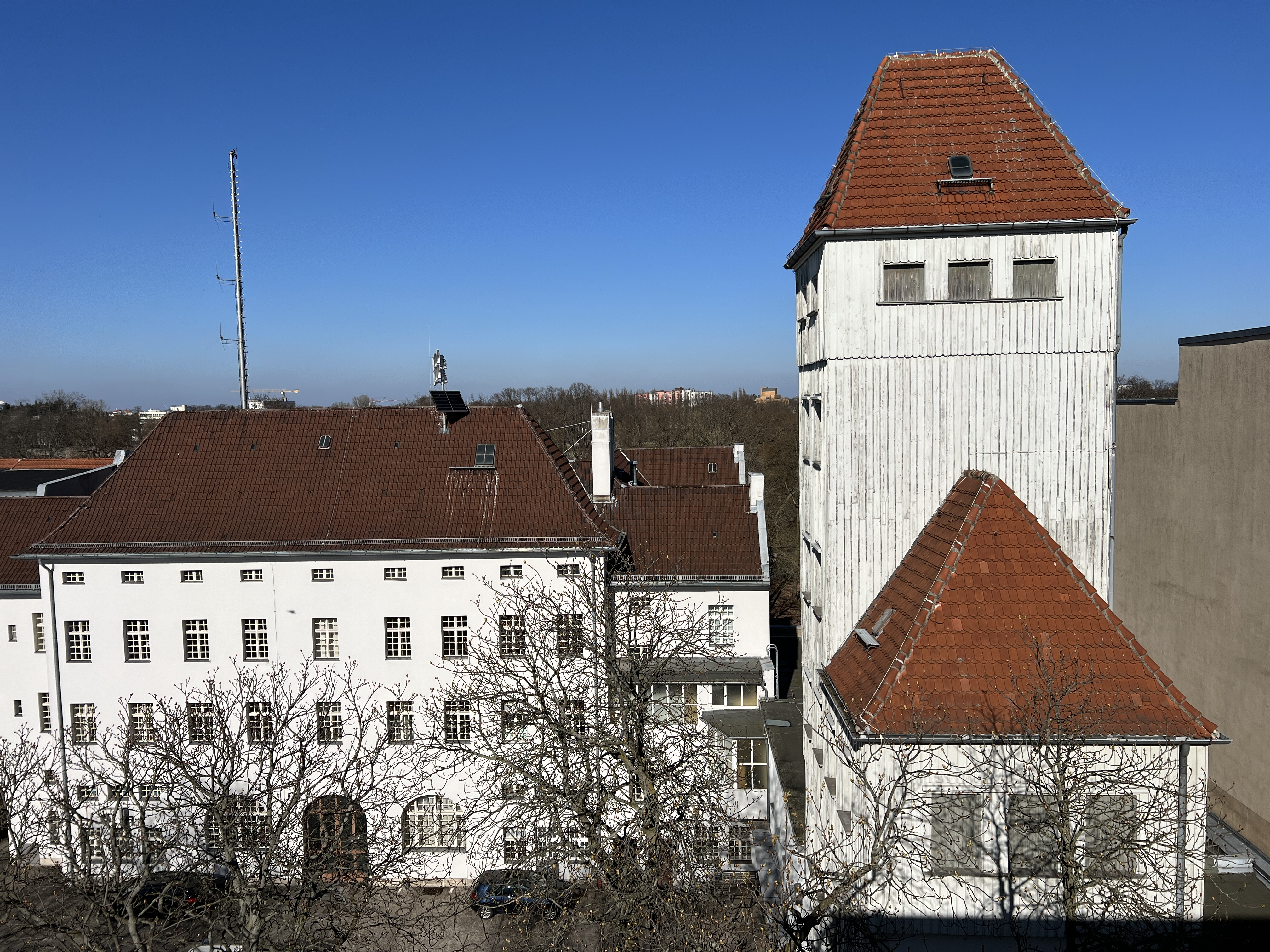
Rückseite mit Steigerturm

Die Feuerwache 2100 Schillerpark, Einsatzbereich E 1, ist eine Feuerwache im Berliner Ortsteil Wedding. Die Feuerwache liegt an der Edinburger Straße im Englischen Viertel. Es handelte sich um die erste Wache der Berliner Feuerwehr, die für Löschfahrzeuge mit Motorantrieb ausgestattet war. Das historische Feuerwehrzeichen an der Straße ist das einzige seiner Art, das in Berlin noch erhalten ist. Die Feuerwache Schillerpark steht unter Denkmalschutz.

## Geschichte
Gebaut wurde die Feuerwache 1909/1910 durch den Stadtbaurat Ludwig Hoffmann. Waren die bisherigen Feuerwachen für Pferdegespanne ausgestattet, wurde dieses Gebäude erstmals für motorgetriebene Fahrzeuge gebaut. Um sie besser warten zu können, entwarf Hoffmann eine Wagenhalle mit Oberlichtern.
Am 2. Juni 1910 wurde die Feuerwache Schillerpark unter dem damaligen Namen „Zugwache 23“ in Dienst gestellt. 1914 wurden in Verbindung mit dem Ersten Weltkrieg Feuerwehrleute zum Heeresdienst einberufen. 68 Feuerwehrbeamte fielen während des Krieges. Im Jahr 1924 wurde die „Zugwache 23“ in „Feuerwache Schillerpark“ umbenannt und bekam die „42“ als Zugnummer. 1933 wurde die Berliner Feuerwehr der Ortspolizeiverwaltung unterstellt und nannte sich von nun an „Feuerlöschpolizei“. Im Jahr 1939 erfolgte erneut eine Umbenennung von Feuerlöschpolizei zu „Feuerschutzpolizei“. Während des Zweiten Weltkrieges fanden 260 Angehörige der Berliner Feuerwehr den Tod.
Im Jahr 1949 fand erstmals der zehnwöchige Grundlehrgang für die Neueinstellungen auf der Feuerwache Schillerpark statt. 1972/1973 erfolgte der Anbau einer weiteren Halle neben der bisherigen Feuerwache, die dem Bedarf moderner Feuerwehrautos gerecht werden sollte. 2008 folgte eine Sanierung, bei der unter anderem die Fassaden wieder instand gesetzt und mit einem originalgetreuen Farbanstrich versehen wurden.

## Feuerwache heute
Wie die Feuerwache Prenzlauer Berg zählt die Feuerwache Schillerpark heute zu den sogenannten Klingelwachen, bei der jährlich über 20.000 Mal ausgerückt wird.

„Nach über 20 Jahren wurde mit der „Struktur 2020“ eine neue Aufbau- und Ablauforganisation für die Berliner Feuerwehr etabliert. Die bis 2020 bestehenden ‚Direktionen Nord, Süd und West‘ wurden aufgelöst und es entstanden insgesamt ‚7 Einsatzbereiche‘. Den Einsatzbereichen 1–6 sind die Feuerwachen zugeordnet, der Einsatzbereich 7 beherbergt den TD 1 & TD 2 sowie die OERD mit der Lehrfeuerwache 1100, Mitte.
Die Feuerwache Schillerpark ist dem „Einsatzbereich 1“ zugeordnet.“

## Gebäude
Die Fahrzeughalle hat über den Torpfeilern Reliefs, die den Schutz des Menschen vor Feuer und Zerstörung darstellen. Neben dem Licht durch Oberlichter sind auch Glasscheiben an den vier Toren angebracht, um die Pflege der Fahrzeuge im Inneren zu erleichtern. Seit der Sanierung 2008 werden die Tore elektrisch angetrieben.
Um die Fahrzeughalle herum ist ein dreiflügeliger Bau, in dem sich die Schlaf- und Aufenthaltsräume für die Mannschaften befinden. Über der Fahrzeughalle ist ein Dachgarten, der zur Straße hin durch eine Loggia begrenzt wird. Die Mannschaften sollten hier in Ruhezeiten frische Luft des direkt angrenzenden Schillerparks genießen können. Im Hof befindet sich noch ein Werkstattgebäude. Die Fassaden sind aus verputztem Muschelkalkstein.

## Ausstattung
In der Feuerwache haben 9 (nachts) beziehungsweise 11 (tagsüber) Feuerwehrleute Dienst.
Zur Fahrzeugausstattung gehören:
- 1 LHF 20/12 DLS (Lösch- und Hilfsfahrzeug)
- 1 DLK 23-12 (Drehleiter)
- 1 GW-SAN (Gerätewagen Sanität)
- 1 NEF (Notarztfahrzeug)
- 2 Rettungswagen der Berliner Feuerwehr
- 1 Rettungswagen des DRK
- 1 Rettungsboot

Das in der Feuerwache stationierte Notarztfahrzeug betreut den gesamten Nordwesten Berlins.